# Macrocalamus chanardi
Macrocalamus chanardi är en ormart som beskrevs av David och Pauwels 2005. Macrocalamus chanardi ingår i släktet Macrocalamus och familjen snokar. IUCN kategoriserar arten globalt som livskraftig. Inga underarter finns listade i Catalogue of Life.
Arten förekommer på södra Malackahalvön i Malaysia. Den vistas i bergstrakter mellan 1100 och 1500 meter över havet. Individerna lever på marken i tropiska bergsskogar.